# Vinkelbandad videguldmal
Vinkelbandad videguldmal (Phyllonorycter salicicolellus) är en fjärilsart som först beskrevs av Sircom 1848.  Vinkelbandad videguldmal ingår i släktet guldmalar, och familjen styltmalar. Arten är reproducerande i Sverige.